# ヤマハコベ
ヤマハコベ（山繁縷、学名：Stellaria uchiyamana）は、ナデシコ科ハコベ属の多年草。

## 特徴
茎は地上を長く這って分枝し、上部は斜上して、高さは20-30cmになる。茎の節部から根を出し、紫色を帯び、星状毛や分岐毛が生える。葉は対生し、葉身は広卵形から円形で、長さ1-2.5cm、幅0.8-2.5cmになり、先端はとがり、基部は円形または心形で、両面に星状毛や分岐毛が生え、葉柄はごく短い。茎は花後に長く伸びてつる状になる。
花期は5-6月。上部の葉腋または茎先に長さ2-4cmの細い花柄をつけ、白色の花を1個つける。花の径は約1.5cm、花数は少ない。萼片は5個、卵状披針形から披針形、または楕円形になり、長さは3-6mm、先端が短くとがり、背面にも星状毛が生える。花弁は5個、萼片より長く、先端は深く2裂するので10弁のように見える。花弁裂片は狭長へら状披針形で先端は鈍形になる。雄蕊は10個あり、萼片より短く、葯は橙黄色になる。子房は淡緑色の卵球形で、上部に3個の花柱がある。果実は長卵形の蒴果となり、果時に垂れ下がり、宿存する萼片があり、5裂する。種子は暗褐色で楕円形、長さ約1.5mmになり、表面に半球形の突起が生じる。

## 分布と生育環境
日本固有種。狭義の var. uchiyamana は、本州の岐阜県・岡山県・広島県・山口県、四国の香川県・徳島県・愛媛県に分布し、山地の夏緑林の林内や林縁に生育する。

## 名前の由来
和名ヤマハコベは、「山繁縷」の意で、牧野富太郎 (1901) による新種記載であるが、「ヤマハコベ」の名前とその挿図は、1856年（安政3年）に出版された飯沼慾斎の『草木図説』前編20巻中第8巻に記載されており、牧野 (1901) の原記載文では、和名については飯沼の『草木図説』を引用して、Nom. Jap. Yama-hakobe (Iinuma's. Sômoku-Dzusetsu VIII. fol. 67, no.66).としている。
種小名（種形容語）uchiyamana は、植物採集家で、かつて、東京帝国大学理科大学附属小石川植物園の園丁長を務めた内山富次郎 (1846-1915) への献名である。

## 種の保全状況評価
国（環境省）のレッドデータブック、レッドリストでの選定はない。都道府県のレッドデータ、レッドリストの選定状況は次のとおり。
- 岐阜県-準絶滅危惧
- 滋賀県-要注目種
- 京都府-絶滅危惧種
- 徳島県-準絶滅危惧(NT)
- 高知県-情報不足(DD)
- 鹿児島県-準絶滅危惧

## ギャラリー

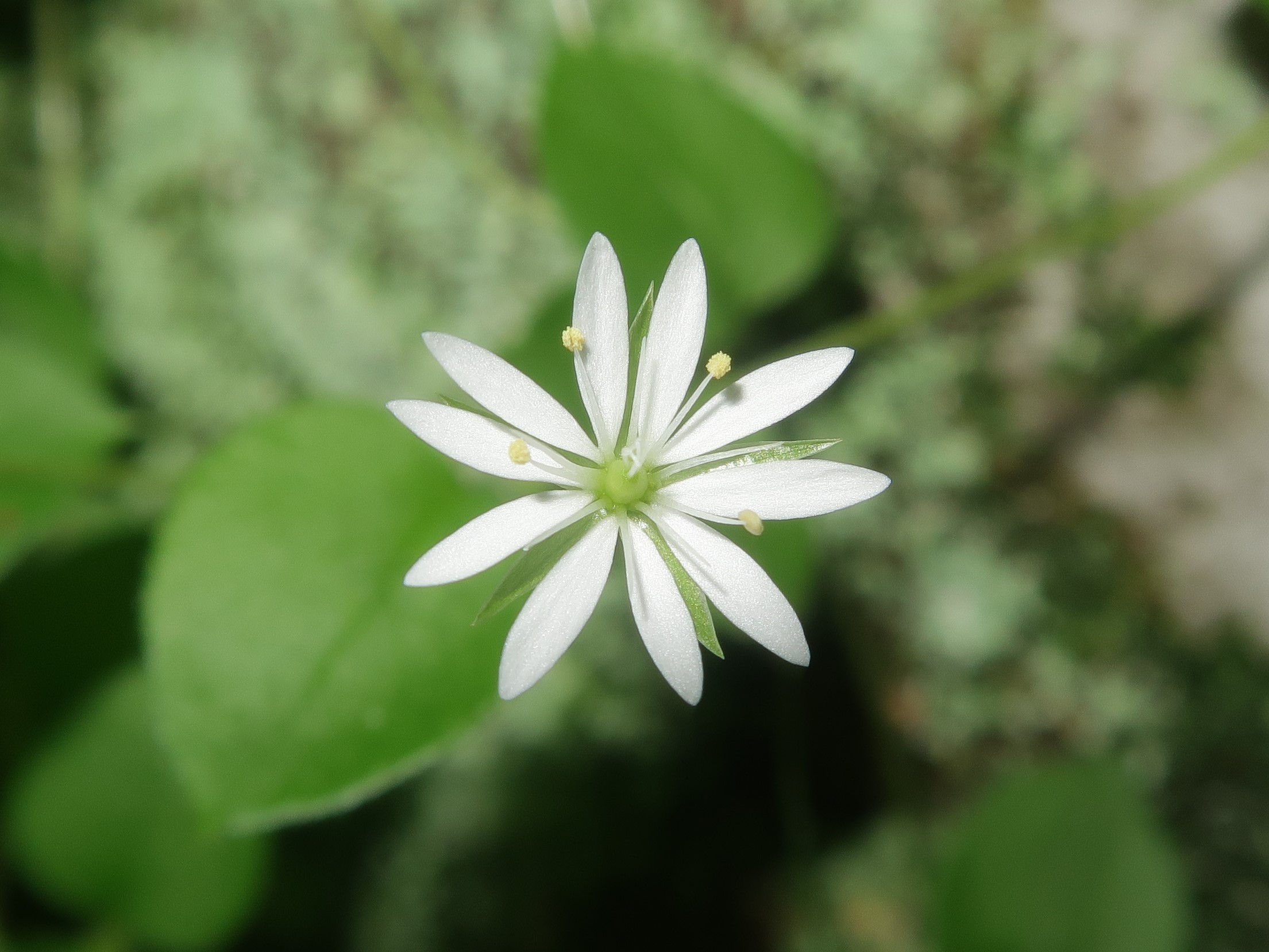
花弁は5個、萼片より長く、先端は深く2裂するので10弁のように見える。
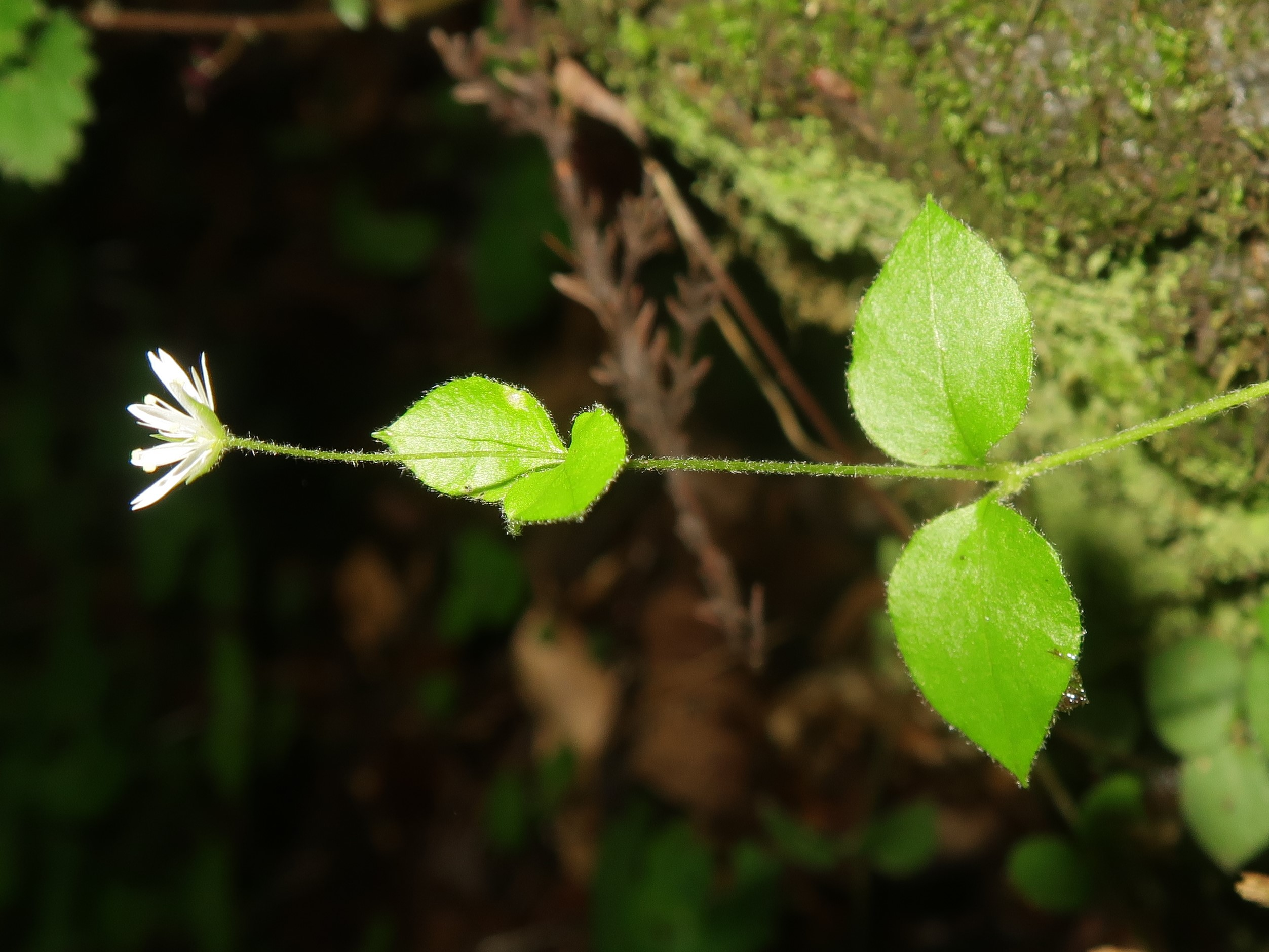
萼片は5個あり、先端が短くとがり、背面にも星状毛が生える。
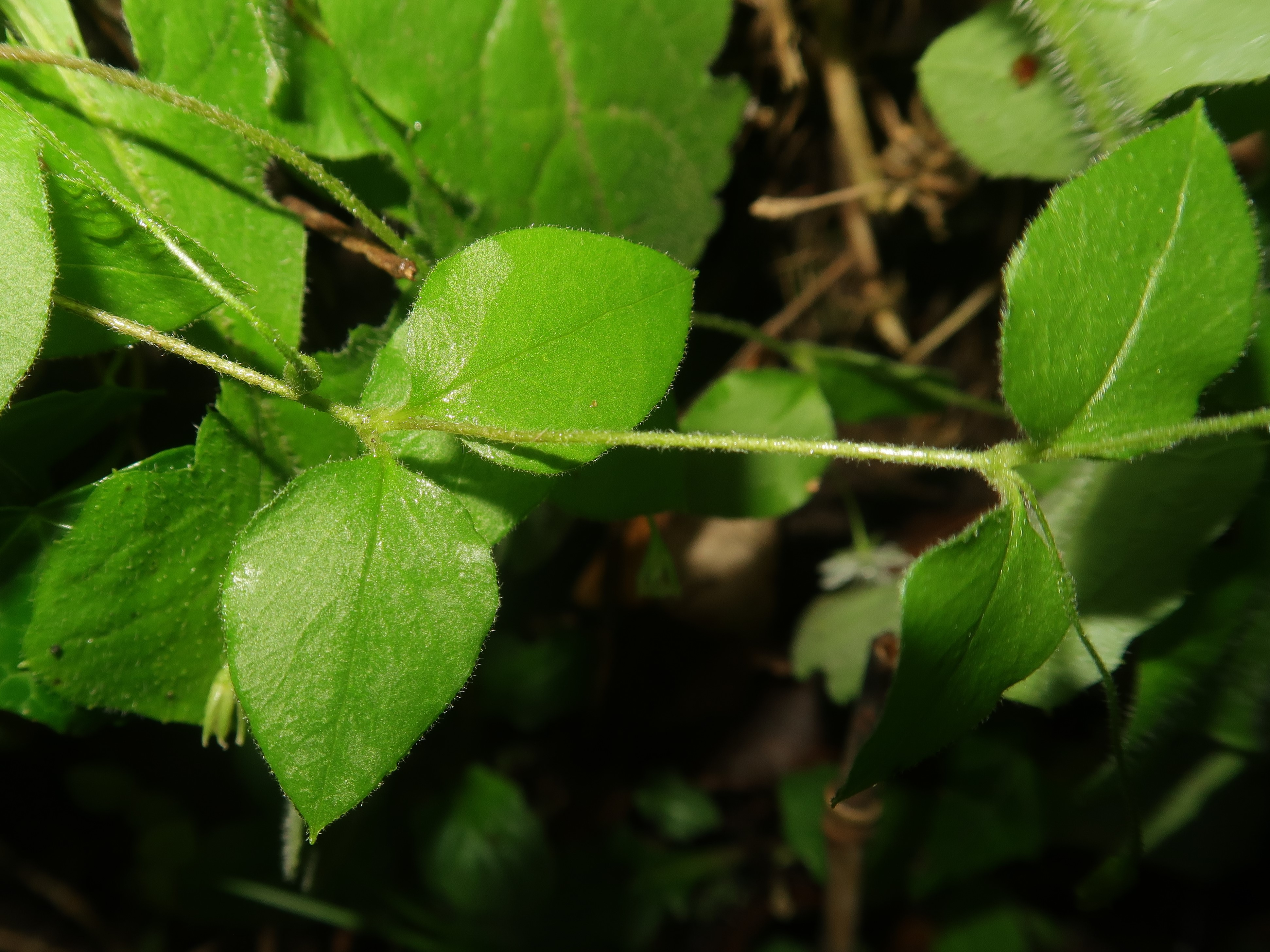
葉は対生し、葉身は広卵形から円形で、先端はとがり、基部は円形または心形で、両面に星状毛や分岐毛が生え、葉柄はごく短い。
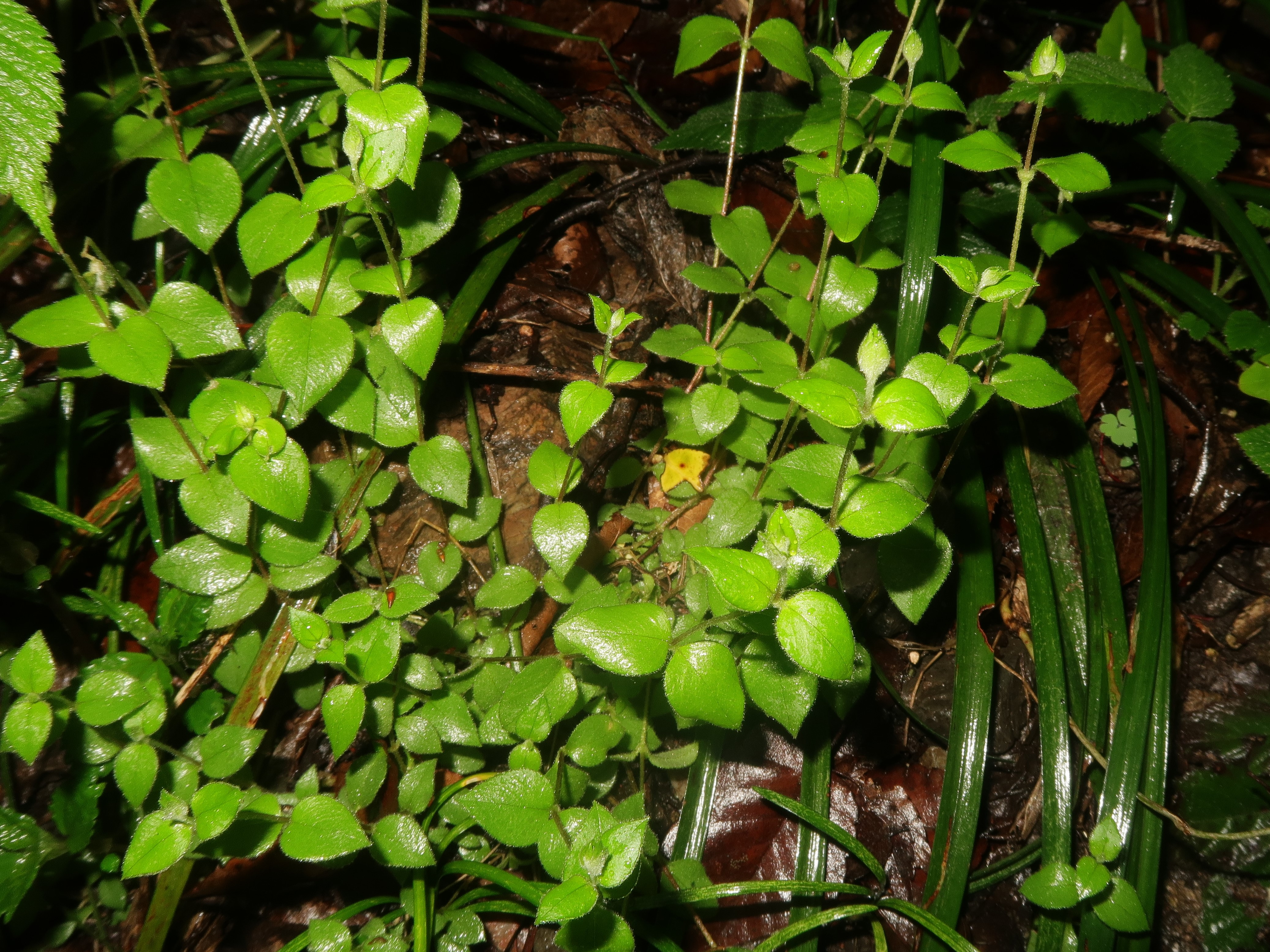
花がまだ蕾の頃。4月中旬。岡山県高梁市。

## アオハコベ
下位分類にアオハコベ（青繁縷、学名：Stellaria uchiyamana Makino var. apetala (Kitam.) Ohwi (1965) 、シノニム：Stellaria uchiyamana Makino f. apetala Kitam. (1962), Stellaria tomentella Ohwi (1934)）がある。本変種は、ヤマハコベ S. uchiyamana を基本種とする変種。学者の見解によっては品種 f. apetala とされる。
花に花弁がなく、緑色の萼片のみが展開し、茎葉の星状毛、萼片、雄蕊、雌蕊は基本種のヤマハコベと同じである。北川政夫 (1982) は、『日本の野生植物 草本II離弁花類』で、「風致のある愛らしい小草である」と特記している。
基本種のヤマハコベの分布地とは異なり、本州の岐阜県・三重県・滋賀県・京都府・大阪府、四国の徳島県・高知県、九州の福岡県・長崎県・熊本県・鹿児島県に分布する。基本種のヤマハコベと比べ、アオハコベの方が普通に見られるという。
和名「アオハコベ」は、白色の花弁がなく、緑色の萼片と雄蕊、雌蕊のみが展開し、花全体が緑色に見えることからとされる。この名前は古くからあり、飯沼慾斎 (1856) の『草木図説』前編20巻中第8巻に「青ハコベ」があり、「形山ハコベニ同シテ花瓣ナク．萼上直ニ子室兩蕋アリテ．ソノ萼花瓣ノ看アルヲ以テ．アヲハコベノ名アリ」と記載されている。変種名（品種名）apetala は「花弁の無い」の意味。
国（環境省）のレッドデータブック、レッドリストでの選定はなく、都道府県のレッドデータ、レッドリストの選定状況は次のとおりである。長野県-絶滅危惧IA類(CA)、岐阜県-絶滅危惧II類、滋賀県-希少種、大分県-絶滅危惧II類(II)、宮崎県-絶滅危惧II類(VU-r,g)。

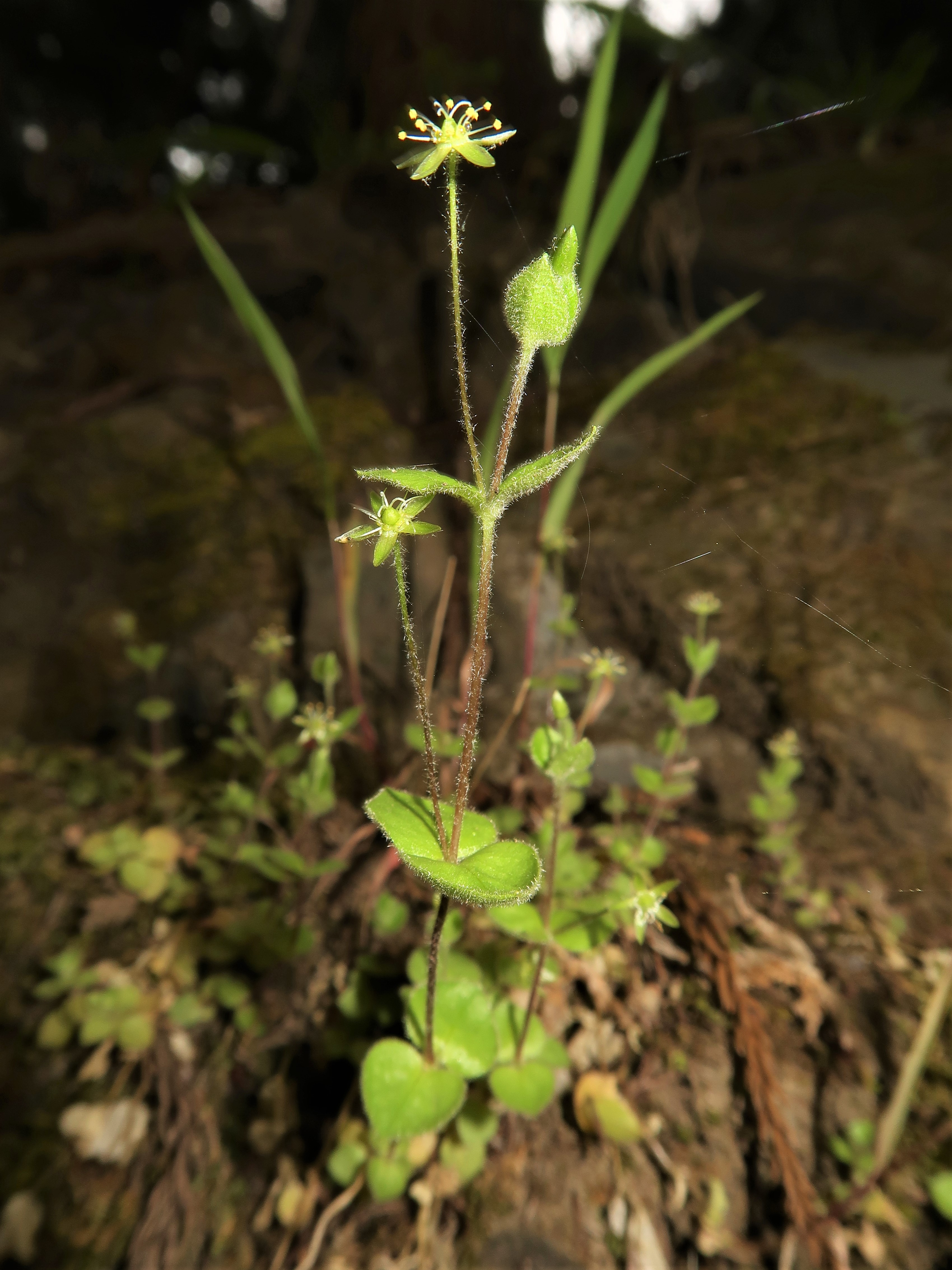
京都府京都市。2019年4月下旬。
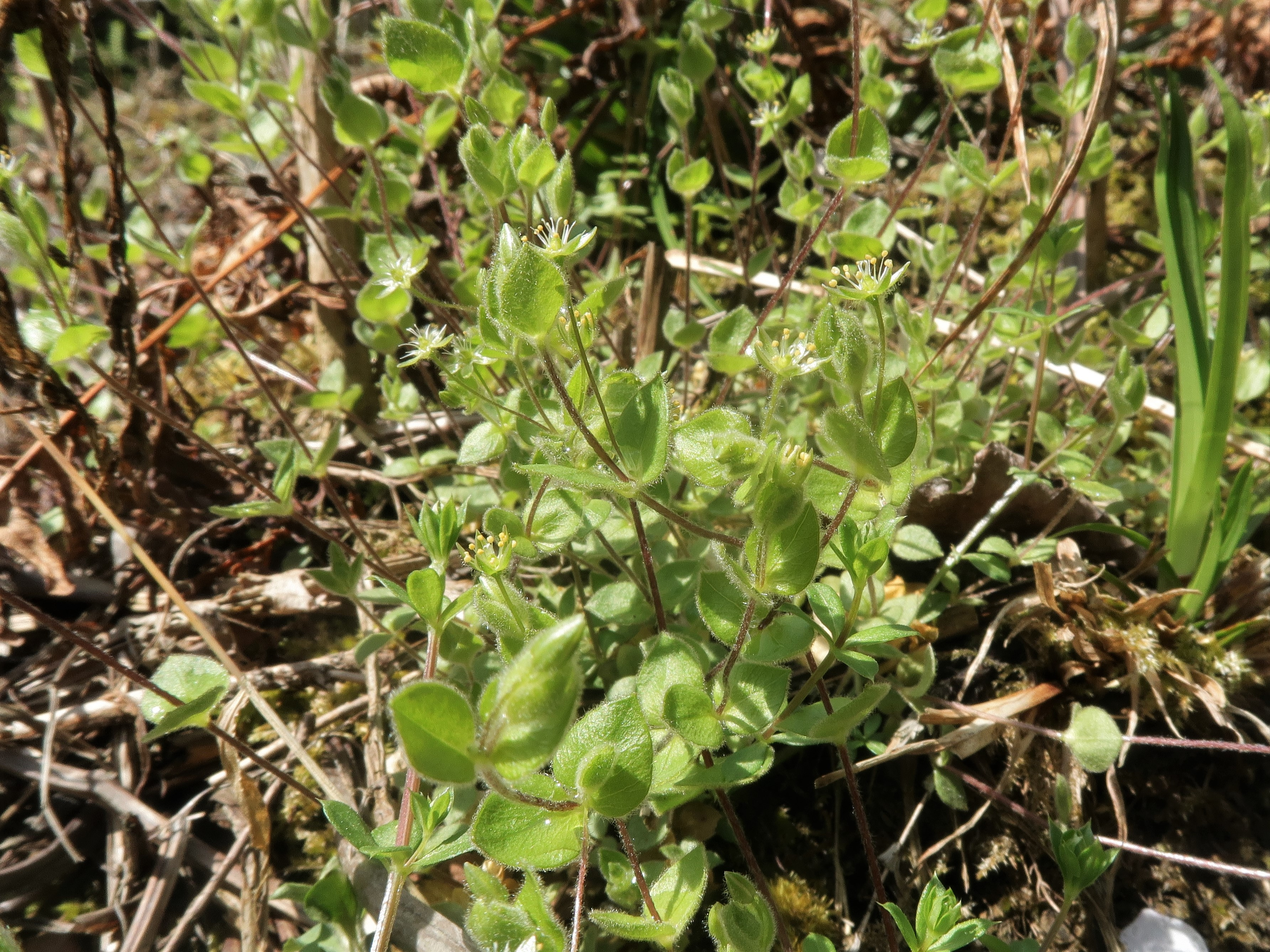
京都府京都市。2022年4月中旬。
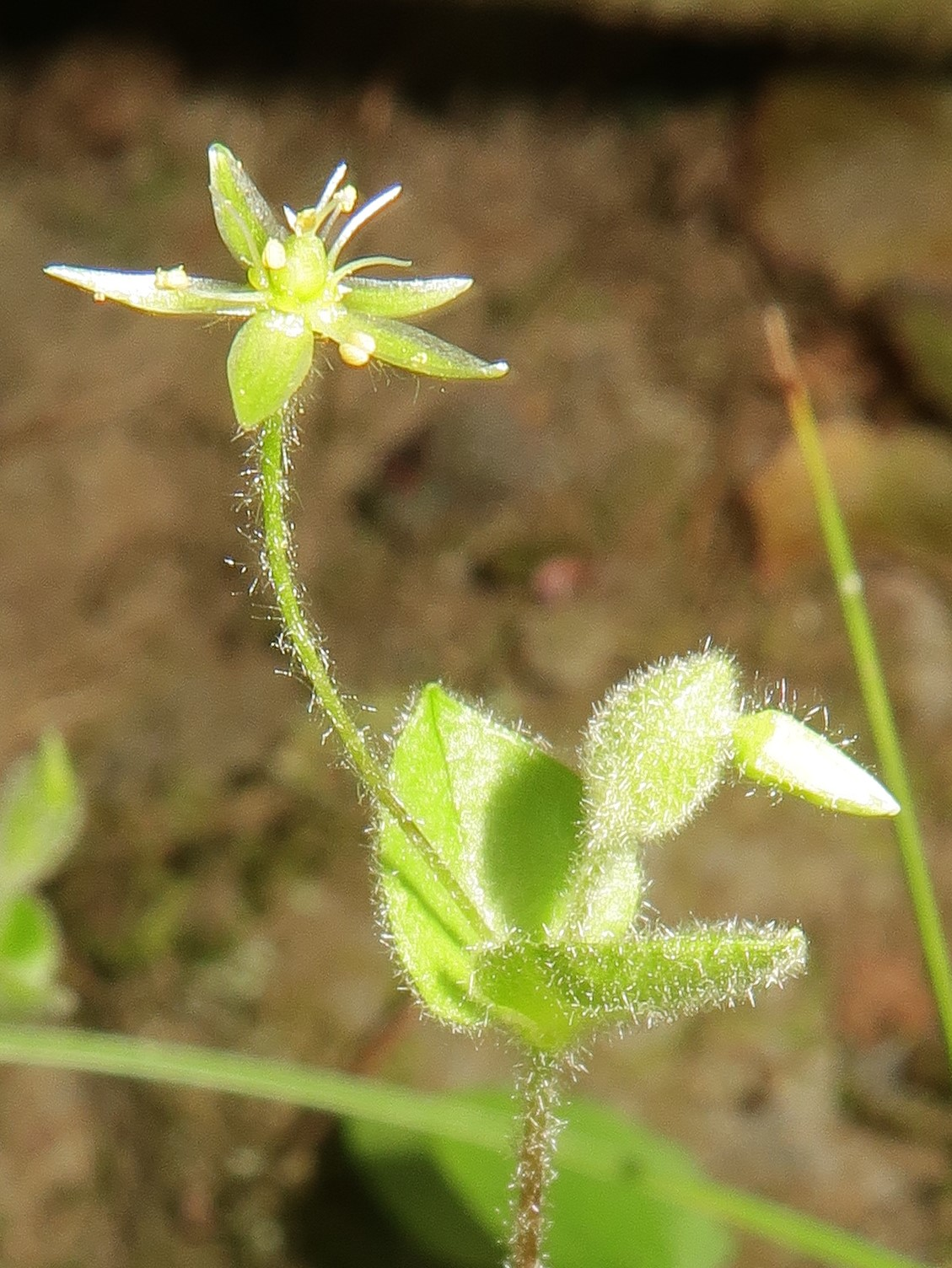
花に白色の花弁がなく、緑色の萼片と雄蕊、雌蕊のみが展開し、花全体が緑色に見える。
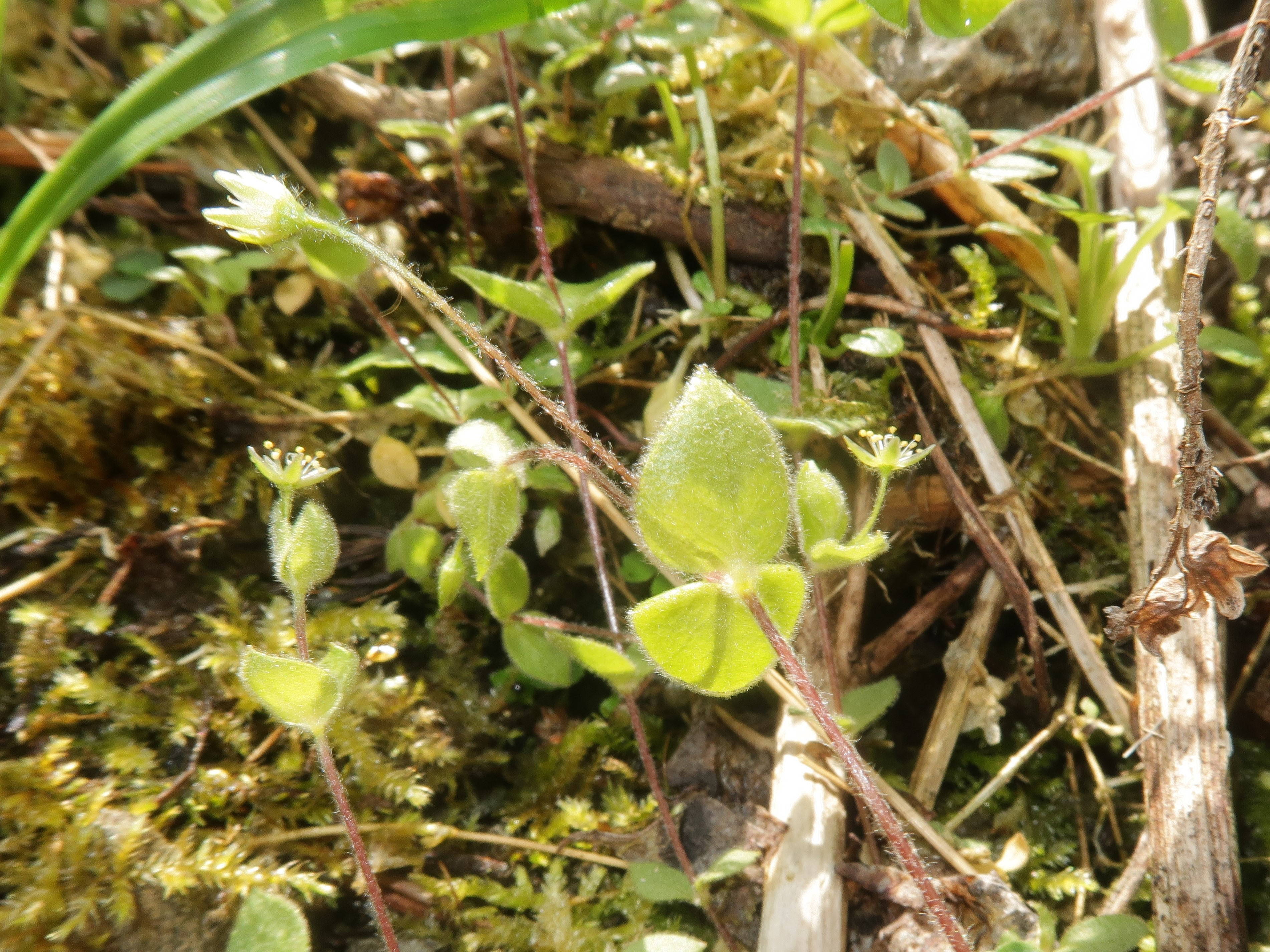
茎は紫色を帯び、星状毛や分岐毛が生えることは基本種のヤマハコベと同じ。